# Bathylychnops
Bathylychnops är ett släkte av fiskar. Bathylychnops ingår i familjen Opisthoproctidae.
Kladogram enligt Catalogue of Life:
| Bathylychnops | \| \| Bathylychnops brachyrhynchus \| \| \| \| \| \| Bathylychnops chilensis \| \| \| \| \| \| Bathylychnops exilis \| \| \| \| |
|               | \| \| Bathylychnops brachyrhynchus \| \| \| \| \| \| Bathylychnops chilensis \| \| \| \| \| \| Bathylychnops exilis \| \| \| \| |
|               | Dolichopteroides |
|               | |
|               | Dolichopteryx |
|               | |
|               | Ioichthys |
|               | |
|               | Macropinna |
|               | |
|               | Opisthoproctus |
|               | |
|               | Rhynchohyalus |
|               | |
|               | Winteria |
|               | |
|               | Bathylychnops brachyrhynchus |
|               | |
|               | Bathylychnops chilensis |
|               | |
|               | Bathylychnops exilis |
|               | |

|  | Bathylychnops brachyrhynchus |
|  |                              |
|  | Bathylychnops chilensis      |
|  |                              |
|  | Bathylychnops exilis         |
|  |                              |

## Bildgalleri

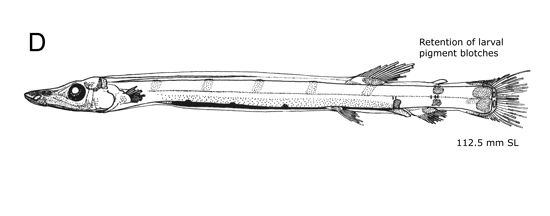